# DN54
DN54 este un drum național din România, care pornește din Turnu Măgurele, trece prin portul la Dunăre Corabia, apoi cotește spre nord și merge până în municipiul Caracal.